# Ольштинське воєводство
Ольштинське воєводство (пол. województwo olsztyńskie) — адміністративно-територіальна одиниця Польщі найвищого рівня, яка існувала у 1975—1998 роках.
Являло собою одну з 49 основних одиниць адміністративного поділу Польщі, які були скасовані в результаті адміністративної реформи Польщі 1998 року.
Займало площу 12327 км². Адміністративним центром воєводства було місто Ольштин. Після адміністративної реформи воєводство припинило своє існування і його територія повністю відійшла до Вармінсько-Мазурського воєводства.

## Районні адміністрації
- Районна адміністрація в Бартошицях для гмін: Бартошице, Біштинек, Гурово-Ілавецьке, Семпополь та міст Бартошице і Гурово-Ілавецьке
- Районна адміністрація в Ілаві для гмін Ілава та Любава і міст Ілава та Любава
- Районна адміністрація у Кентшині для гмін: Барцяни, Кентшин, Корше, Решель, Сроково та міста Кентшин
- Районна адміністрація у Лідзбарку-Вармінському для гмін: Добре Място, Ківіти, Лідзбарк-Вармінський, Любоміно та міста Лідзбарк-Вармінський
- Районна адміністрація у Моронзі для гмін: Малдити, Мілаково, Моронг та Залево
- Районна адміністрація у Мронгово для гмін: Мронгово, Пецкі, Сорквіти та міста Мронгово
- Районна адміністрація у Нідзиці для гмін: Яновець-Косцельний, Яново, Козлово та Нідзиця
- Районна адміністрація в Ольштині для гмін: Барчево, Біскупець, Дивіті, Гетшвалд, Єзьорани, Йонково, Кольно, Ольштинек, Пурда, Ставігуда, Сьвйонткі та міста Ольштин
- Районна адміністрація в Оструді для гмін: Домбрувно, Грюнвальд, Лукта, Міломлин, Оструда та міста Оструда
- Районна адміністрація у Щитно для гмін: Дзьвежути, Єдвабно, Пасим, Щитно, Свентайно, Вельбарк та міста Щитно.

## Міста
Чисельність населення на 31.12.1998
- Ольштин – 170 904
- Оструда – 35 176
- Ілава – 34 345
- Кентшин – 30 240
- Щитно – 27 430
- Бартошице – 26 530
- Мронгово – 23 126
- Лідзбарк-Вармінський – 17 760
- Нідзиця – 15 482
- Моронг – 15 104
- Біскупець – 11 445
- Добре Місто – 11 233
- Любава – 9954
- Ольштинек – 7554
- Барчево – 7405
- Решель – 5249
- Корше – 4700
- Гурово-Ілавецьке – 4600
- Єзьорани – 3400
- Мілаково – 2700
- Біштинек – 2600
- Міломлин – 2300
- Семпополь – 2250
- Залево – 2100

## Населення
| Рік         | 1975    | 1980    | 1985    | 1990    | 1995    | 1998    |
| Чисельність | 662 200 | 681 400 | 725 700 | 753 000 | 771 700 | 778 200 |